# 小黄构
小黄构（学名：Wikstroemia micrantha），为瑞香科荛花属下的一个植物变种。